# Jessica Houara

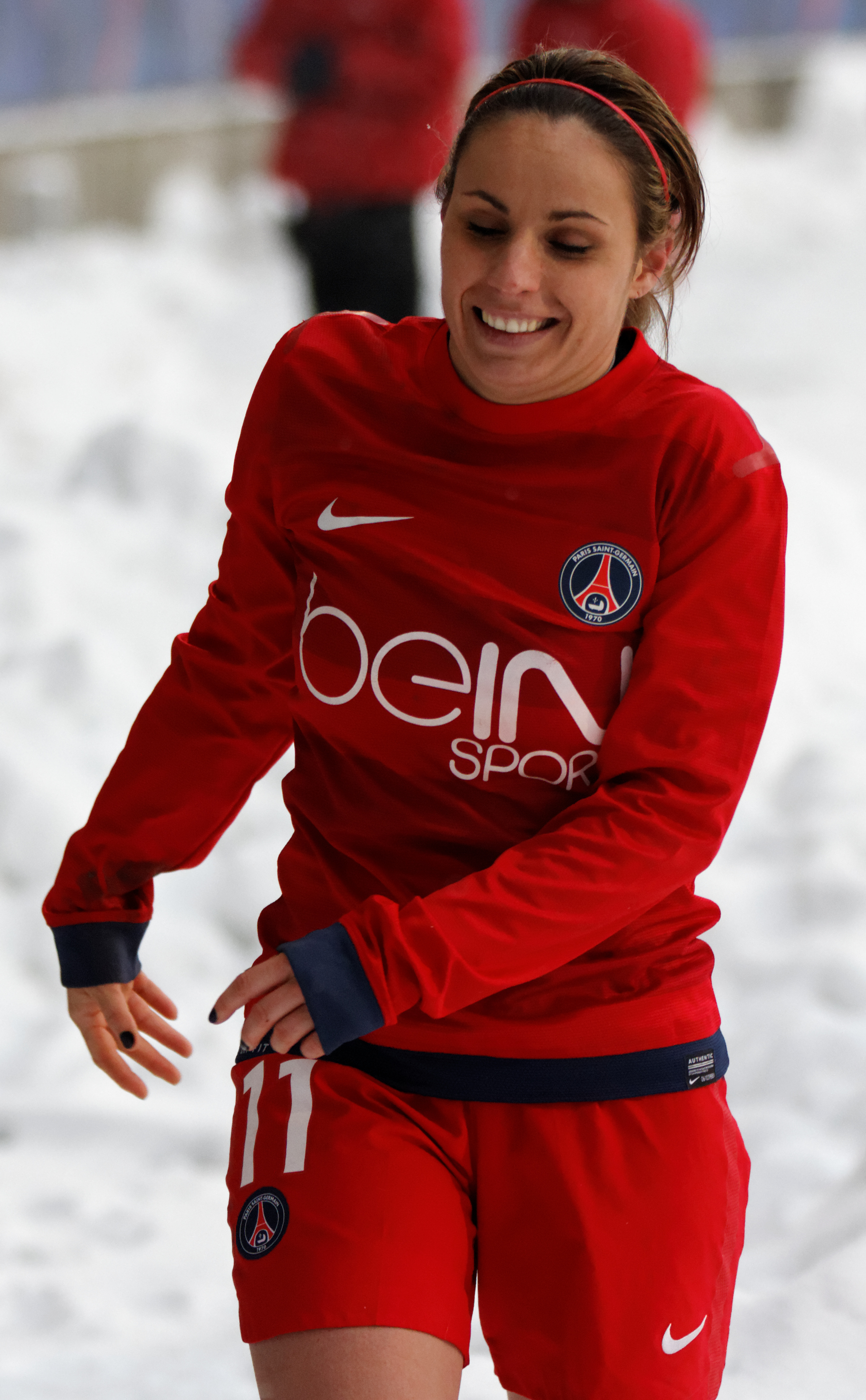
Jessica Houara (2013)

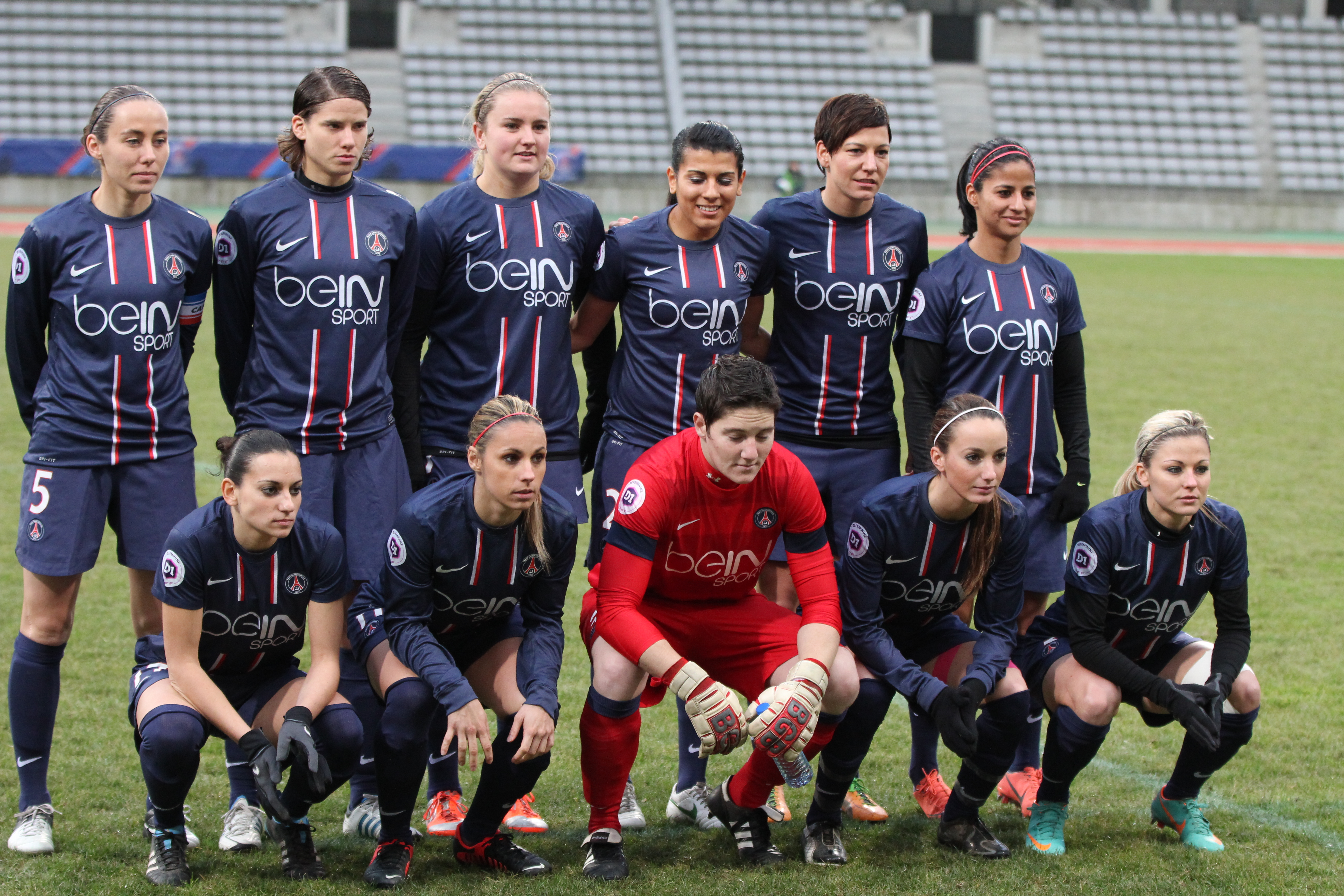
Houara (vorne, 2. v.l.) 2012 im Kreis ihrer PSG-Mitspielerinnen

Jessica Houara (* 29. September 1987 in Angers), seit ihrer Eheschließung Jessica Houara d’Hommeaux, ist eine französische Fußballspielerin.

## Vereinskarriere
Jessica Houara spielte in ihrer Kindheit und Jugend bei Croix Blanche Omnisports et Loisirs Angers, einem Amateurverein aus ihrer Heimatstadt, ehe sie 2003 Aufnahme im nationalen Ausbildungszentrum des französischen Fußballverbands in Clairefontaine fand. Mit dessen Frauschaft kam sie auch zu ersten Einsätzen in der höchsten Liga Frankreichs und wurde zur Jugendnationalspielerin (siehe unten). 2006 holte Zweitdivisionär Celtic Marseille die 18-Jährige nach Südfrankreich, von wo sie ein Jahr später Racing Saint-Étienne verpflichtete. Bei diesem Verein blieb Houara bis 2009 und entwickelte sich zu einer Mittelfeldspielerin, die ihre Stärken im defensiven Bereich besitzt, wo sie zentral, aber auch auf beiden Außenbahnen eingesetzt werden kann. Gleichwohl gelangen ihr auch immer wieder eigene Torerfolge. Nationale Titel konnte sie mit dem RCSÉ allerdings nicht gewinnen. 2009 wechselte sie zum Hauptstadtverein Paris Saint-Germain, mit dem sie 2010 den Landespokal gewann und seit 2011 insgesamt vier Mal Vizemeister wurde. In der Champions League 2014/15 erreichte sie mit Paris das Finale, unterlag darin aber gegen den 1. FFC Frankfurt mit 1:2.
Im Sommer 2016 verließ Jessica Houara d’Hommeaux die Hauptstadt und schloss sich Olympique Lyon an. Mit Lyon gelang ihr 2016/17 das Titeltripel aus Meisterschaft, Landes- und Europapokal. Aber ausgerechnet im innerfranzösischen Champions-League-Finale gegen Paris SG kam sie nicht zum Einsatz, nachdem sie in diesem Wettbewerb zuvor in sieben Partien auf dem Rasen gestanden hatte. 2018 verlängerte der Verein ihren Vertrag nicht, zumal die Abwehrspielerin binnen acht Monaten zwei Kreuzbandoperationen am selben Knie über sich ergehen lassen musste und in ihrer zweiten Saison lediglich noch drei Punkt- und ein Pokalspiel für Lyon bestreiten konnte. Ob überhaupt und bei welchem Klub Houara d’Hommeaux, die in dieser Zeit eine Nebentätigkeit als Expertin bei Canal+ aufgenommen hat, ihren Sport auf hohem Niveau weiterbetreiben kann, steht zu Beginn der Saison 2018/19 noch nicht fest.

### Stationen
- bis 2003: Croix Blanche Omnisports et Loisirs Angers
- 2003–2006: CNFE Clairefontaine
- 2006/07: Celtic Marseille
- 2007–2009: Racing Saint-Étienne
- 2009–2016: Paris Saint-Germain FC
- 2016–2018: Olympique Lyon

## Nationalspielerin
Jessica Houara stand 2005 bei der A-Jugend-Europameisterschaft in dem französischen Team, das sich im Endspiel erst im Elfmeterschießen gegen seine russischen Altersgenossinnen geschlagen geben musste. Neben ihr spielten unter anderem Caroline Pizzala – mit der sie sowohl bei Marseille wie bei Paris auch im Verein zusammenspielte –, Sabrina Delannoy, Laure Boulleau, Élodie Thomis und Louisa Nécib; ein Jahr später wurde sie erneut „nur“ Vizeeuropameisterin in dieser Altersklasse, nachdem die Französinnen das Finale gegen Deutschland verloren hatten. Außer in insgesamt zehn Begegnungen (vier Tore) mit der U-19 kam sie zwischen 2006 und 2008 auch für Frankreichs U-20 (fünf Spiele, ein Treffer) und die U-21 (fünf Spiele, kein Torerfolg) zu internationalen Einsätzen. Bei der U-20-Weltmeisterschaft 2006 in Russland bestritt sie zwei der drei Gruppenspiele sowie das in letzter Minute 1:2 verlorene Viertelfinale gegen Nordkorea, wobei in dieser Elf über die oben genannten Fußballerinnen aus der U-19 hinaus weitere spätere A-Nationalspielerinnen wie Torfrau Sarah Bouhaddi, Amandine Henry und Marie-Laure Delie an Jessica Houaras Seite standen.
Im März 2008 erfolgte ihr erstes A-Länderspiel für Frankreich, als Nationaltrainer Bruno Bini sie beim 6:0-Sieg in Marokko zur zweiten Halbzeit für Gaëtane Thiney einwechselte. Anschließend dauerte es allerdings gut viereinhalb Jahre, ehe Bini sie für zwei Freundschaftspartien wieder in diesem Kreis berücksichtigte – zunächst gegen die Niederländerinnen als Einwechselspielerin für Louisa Nécib (Oktober 2012) und fünf Wochen später beim 1:1 gegen Deutschland sogar in der Startelf, wo sie auf der linken Außenbahn spielte. Ebenso berief Trainer Bini sie in das französische EM-Aufgebot 2013 und setzte sie in Schweden in einer der vier Begegnungen ein. Binis Nachfolger Philippe Bergeroo berücksichtigt sie regelmäßig, wenngleich bevorzugt auf der rechten Außenbahn. Sie gehörte ebenso zum französischen Kader für die Weltmeisterschaft 2015 wie zum Aufgebot beim olympischen Fußballturnier 2016 und zum Europameisterschaftskader 2017.
In bisher 64 A-Länderspielen hat sie, allesamt im Jahr 2015, drei Treffer erzielt. (Stand: 30. Juli 2017)

## Palmarès
- Französische Meisterin: 2017, 2018 (zudem Vizemeisterin 2011, 2013, 2014, 2015 und 2016)
- Französische Pokalsiegerin: 2010, 2017 (ohne Endspieleinsatz)
- Champions League: Gewinnerin 2016/17 (ohne Endspieleinsatz), zudem Finalistin 2014/15
- Europameisterschaftsteilnehmerin: 2013
- Vize-Jugendeuropameisterin (U-19): 2005, 2006